# 奕纲
奕纲（1826年11月22日—1827年3月5日），愛新覺羅氏，清朝道光帝第二子。奕纲生于道光六年（1826年）十月廿三，生母是静贵人博尔济吉特氏，是奕訢的同母哥哥。道光七年（1827年）二月初八，奕纲病死，仅活了五个月。根据宫廷档案记载，其死前患有天花，因其出痘（即天花），其死前四天宫廷中已经预备于二月十三送痘神娘娘。咸丰帝即位后，追封哥哥为顺郡王，谥号和。

## 延伸阅读
[在维基数据编辑]
 《清史稿·卷221》，出自趙爾巽《清史稿》

### 书籍：
- 《清皇室四谱》

### 引用：
1. ↑  派出遇喜内管领, 广寿等人. . 道光七年二月初四日.